# Auberville-la-Renault
Auberville-la-Renault és un municipi francès situat al departament del Sena Marítim i a la regió de Normandia. L'any 2007 tenia 388 habitants.

## Demografia

### Població
El 2007 la població de fet d'Auberville-la-Renault era de 388 persones. Hi havia 140 famílies de les quals 24 eren unipersonals (8 homes vivint sols i 16 dones vivint soles), 32 parelles sense fills, 68 parelles amb fills i 16 famílies monoparentals amb fills.
La població ha evolucionat segons el següent gràfic:
Habitants censats

### Habitatges
El 2007 hi havia 153 habitatges, 138 eren l'habitatge principal de la família, 13 eren segones residències i 2 estaven desocupats. 142 eren cases i 5 eren apartaments. Dels 138 habitatges principals, 124 estaven ocupats pels seus propietaris, 13 estaven llogats i ocupats pels llogaters i 1 estava cedit a títol gratuït; 2 tenien una cambra, 6 en tenien dues, 16 en tenien tres, 47 en tenien quatre i 67 en tenien cinc o més. 119 habitatges disposaven pel capbaix d'una plaça de pàrquing. A 37 habitatges hi havia un automòbil i a 87 n'hi havia dos o més.

### Piràmide de població
La piràmide de població per edats i sexe el 2009 era:
| Homes | Edats   | Dones |
| ----- | ------- | ----- |
| 0     | 95 o +  | 0     |
| 4     | 90 a 94 | 0     |
| 0     | 85 a 89 | 0     |
| 4     | 80 a 84 | 4     |
| 4     | 75 a 79 | 4     |
| 0     | 70 a 74 | 16    |
| 12    | 65 a 69 | 16    |
| 0     | 60 a 64 | 8     |
| 8     | 55 a 59 | 4     |
| 12    | 50 a 54 | 4     |
| 8     | 45 a 49 | 8     |
| 16    | 40 a 44 | 12    |
| 16    | 35 a 39 | 20    |
| 16    | 30 a 34 | 20    |
| 0     | 25 a 29 | 0     |
| 8     | 20 a 24 | 8     |
| 8     | 15 a 19 | 24    |
| 16    | 10 a 14 | 4     |
| 32    | 5 a 9   | 16    |
| 4     | 0 a 4   | 4     |

## Economia
El 2007 la població en edat de treballar era de 258 persones, 189 eren actives i 69 eren inactives. De les 189 persones actives 183 estaven ocupades (97 homes i 86 dones) i 6 estaven aturades (2 homes i 4 dones). De les 69 persones inactives 19 estaven jubilades, 27 estaven estudiant i 23 estaven classificades com a «altres inactius».

### Ingressos
El 2009 a Auberville-la-Renault hi havia 139 unitats fiscals que integraven 401,5 persones, la mediana anual d'ingressos fiscals per persona era de 18.097 €.

### Activitats econòmiques
Dels 2 establiments que hi havia el 2007, 1 era d'una empresa d'informació i comunicació i 1 d'una empresa classificada com a «altres activitats de serveis».
L'únic servei als particulars que hi havia el 2009 era una perruqueria.
L'any 2000 a Auberville-la-Renault hi havia 5 explotacions agrícoles.

## Equipaments sanitaris i escolars
El 2009 hi havia una escola maternal integrada dins d'un grup escolar amb les comunes properes formant una escola dispersa.

## Poblacions més properes
El següent diagrama mostra les poblacions més properes.